# Josef K
Josef K foi uma banda escocesa de pós-punk, ativa entre 1979 e 1982. 

## Historia
O nome da banda é uma referência com o nome do personagem principal do romance "O Processo" (1925), do escritor austro-húngaro Franz Kafka, 
O grupo foi um dos nomes-chave do então chamado "som da jovem Escócia", slogan da gravadora independente Postcard Records, de Glasgow, e adotado pela imprensa britânica em 1980 para descrever uma nova leva de instigantes bandas, como Orange Juice (do vocalista Edwyn Collins), Fire Engines e Aztec Camera.
Em 1982, Paul Haig termina o grupo e seguiu uma carreira a solo. Malcolm Ross entrou para as outras bandas da gravadora, Aztec Camera e Orange Juice.
A banda viria a ser uma grande influência em diversas bandas posteriores, incluindo The June Brides e The Wedding Present.  
Eles também influenciaram mais tarde bandas como Franz Ferdinand , The Futureheads, Bloc Party e The Rapture, e eles foram descritos em 2006 como "uma das bandas mais influentes da Grã-Bretanha".
"Sorry For Laughing " foi coverizada pelo grupo alemão de synthpop, Propaganda em seu álbum de 1985, A Secret Wish, e novamente em 2004 pela banda francesa de New wave e Bossa nova, Nouvelle Vague, em seu álbum de estréia auto-intitulado.
Várias gravadoras notáveis reeditaram álbuns e compilações da banda, incluindo The Creation,Domino e LTM Recordings e em 2014, a Les Disques du Crépuscule emitiu edições remasterizadas em vinil e CD do único disco da banda, "The Only Fun In Town" de 1981.

## Discografia

### Singles
- Radio Drill Time (Postcard 80-3 [7"])
- It's Kinda Funny (Postcard 80-5 [7"])
- Chance Meeting (Postcard 81-5 [7"])

### Estúdio
- The Only Fun in Town (Postcard Records [LP])